# Anoectangium pallidicaule
Anoectangium pallidicaule là một loài rêu trong họ Pottiaceae. Loài này được Dixon mô tả khoa học đầu tiên năm 1942.